# Gino Olivati
Gino Olivati (fl. XX secolo) è stato un calciatore italiano, di ruolo centrocampista.

## Carriera
Con il Legnano disputa 4 gare nel campionato di Prima Divisione 1922-1923.
Successivamente milita nel Varese (dove era in prestito dal Legnano) e nella Vogherese.

## Palmarès

### Club

#### Competizioni nazionali
- Seconda Divisione: 1

Vogherese: 1928-1929